# Castillo de Ledesma
El castillo de Ledesma es una fortaleza de la localidad española de Ledesma, en la provincia de Salamanca.

## Historia
La construcción original fue mandada construir por Fernando II de León en el siglo XII, aunque el castillo actual es del siglo XV. De la antigua construcción sólo se conserva la puerta de arco apuntado.
Desde el principio, la fortaleza pertenecía a la corona, si bien era cedida a la nobleza con frecuencia. Finalmente, fue recibida por don Beltrán de la Cueva, valido de Enrique IV de Castilla, primer duque de Alburquerque, quien se la entregó junto con el título nobiliario de conde de Ledesma. 
Desde el momento en que don Beltrán aparece como señor del castillo, perteneció a sus descendientes hasta el siglo XVIII.[cita requerida]
El castillo fue restaurado recientemente debido al estado de deterioro en el que se hallaba. Es propiedad del Ayuntamiento de Ledesma.